# ビーチウィンズ
ビーチウィンズ(WINDS)は、日本ではじめてのプロビーチバレークラブである。

## 歴史
インドアバレー元日本代表の西村晃一と同じくインドアバレー元全日本の朝日健太郎、元NECの浦田聖子が中心となり「ビーチウィンズ」として2002年結成。中田英寿も擁するサニーサイドアップとの契約によりプロチームとして始動。ビーチのみならず、西村の地元である京都で小・中学生を主体としたインドアバレーのクラブチーム「WINDSジュニア」も持っている。
- 2002年にファイテンと契約し、「ファイテンビーチウィンズ」として活動。
- 2006年、レオパレス21とスポンサー契約を結び、チーム名も「レオパレス・ビーチウインズ」となった。
- 2007年、「レオパレス・ウィンズ」に改称。
- 2009年、レオパレス21との契約満了により「WINDS（ウィンズ）」に改称。
- 2018年、東京ヴェルディが設立した総合スポーツクラブ「東京ヴェルディクラブ」と統合し、「東京ヴェルディWINDS」に改称[1]。
- 2020年に新設された渋谷区立宮下公園サンドコートをホームコートとして管理・運営も担う[2]。

## 2021年メンバー
監督
選手
- 西村晃一
- 柴田大助
- 伊藤遼河

## 過去のメンバー
- 朝日健太郎
- 渡辺聡
- 白鳥勝浩
- 浦田聖子
- 森川太地
- 鈴木洋美
- 今井啓介
- 菅山かおる
- 上場雄也
- 土屋宝士
- 板橋正人